# لامتسرولون

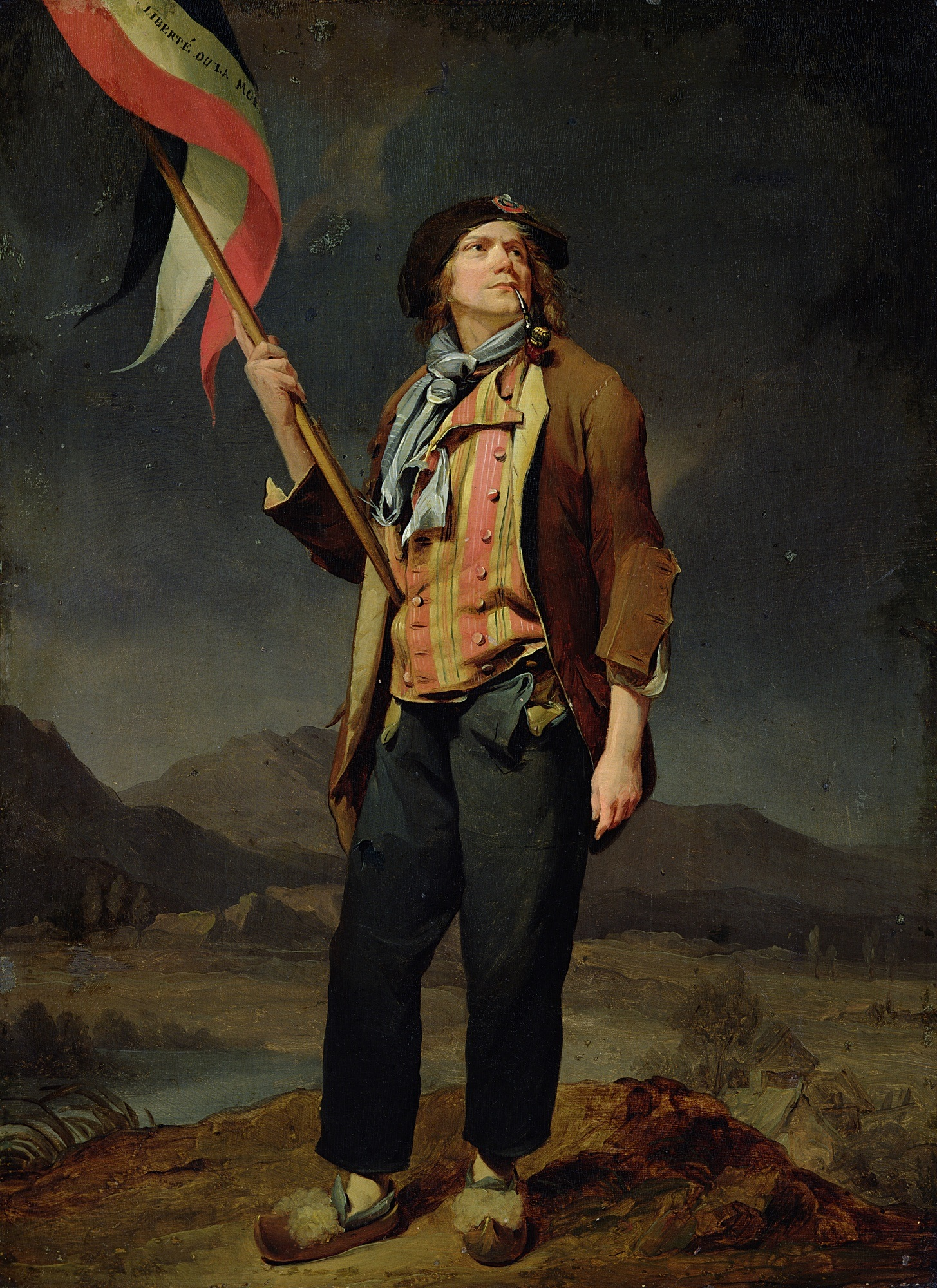
اللامتسرول رسمها لويس ليوبولد بولي (1761-1845).

اللامُتَسَرْوِلون كانوا عامة الناس من الطبقات الدنيا في أواخر القرن الثامن عشر في فرنسا، وصار عدد كبير منهم من أنصار الثورة الفرنسية المتطرفين والمتشددين كرد فعل لنوعية حياتهم الرديئة في ظل النظام القديم.